# Lissonotus clavicornis
Lissonotus clavicornis är en skalbaggsart som först beskrevs av Guillaume-Antoine Olivier 1790.
Lissonotus clavicornis ingår i släktet Lissonotus och familjen långhorningar. Inga underarter finns listade i Catalogue of Life.